# James Iver McKay

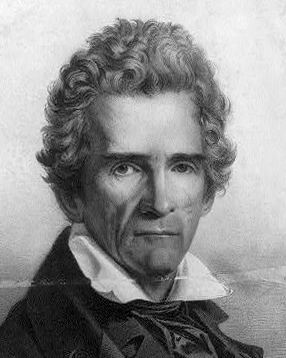
James Iver McKay

James Iver McKay (* 1793 bei Elizabethtown, Bladen County, North Carolina; † 4. September 1853 in Goldsboro, North Carolina) war ein US-amerikanischer Politiker. Zwischen 1831 und 1849 vertrat er den Bundesstaat North Carolina im US-Repräsentantenhaus.

## Werdegang
James McKay erhielt eine gute Grundschulausbildung. Nach einem anschließenden Jurastudium und seiner Zulassung als Rechtsanwalt begann er in diesem Beruf zu arbeiten. Im Jahr 1817 wurde er der für North Carolina zuständige Bundesstaatsanwalt. Zwischen 1815 und 1830 saß er mehrfach im Staatssenat. In den 1820er Jahren schloss er sich der Bewegung um den späteren Präsidenten Andrew Jackson an und wurde später Mitglied der von diesem 1828 gegründeten Demokratischen Partei.
Bei den Kongresswahlen des Jahres 1830 wurde McKay im fünften Wahlbezirk von North Carolina in das US-Repräsentantenhaus in Washington, D.C. gewählt, wo er am 4. März 1831 die Nachfolge von Edward Bishop Dudley antrat. Nach acht Wiederwahlen konnte er bis zum 3. März 1849 neun Legislaturperioden im Kongress absolvieren. Zwischen 1843 und 1847 vertrat er den sechsten und von 1847 bis 1849 den siebten Distrikt seines Staates. Von 1837 bis 1839 leitete McKay den Militärausschuss. Danach war er bis 1841 Vorsitzender des Postausschusses. In den folgenden Legislaturperioden war er zunächst Leiter des Ausschusses zur Kontrolle der Ausgaben des Kriegsministeriums (bis 1843). Während seiner letzten beiden Legislaturperioden saß James McKay dem Steuerausschuss vor.
Zu Beginn seiner Zeit als Kongressabgeordneter wurde dort heftig über die Politik von Präsident Jackson diskutiert. Dabei ging es um die umstrittene Durchführung des Indian Removal Act, die Nullifikationskrise mit dem Staat South Carolina und die Bankenpolitik des Präsidenten. Anfang der 1840er Jahre wurde auch die Arbeit des Kongresses von dem Konflikt zwischen der Whig Party und Präsident John Tyler bestimmt. Damals wurde auch über eine mögliche Annexion der seit 1836 von Mexiko unabhängigen Republik Texas diskutiert. Diese Diskussionen endeten im Mexikanisch-Amerikanischen Krieg, der die letzten beiden Legislaturperioden McKays im Kongress prägte.
Im Jahr 1848 war James McKay als Vizepräsidentschaftskandidat im Gespräch. Er starb am 4. September 1853 in Goldsboro.